# Флаббер
«Флаббер» (англ. Flubber от Fly Rubber — летучая или летающая резина) — американская фантастическая комедия 1997, ремейк фильма 1961 года «The Absent-Minded Professor» («Рассеянный профессор»).
Слоган фильма: «The stuff dreams are made of. Catch it if you can!» («То, из чего сделаны мечты. Поймай его, если сможешь!»)

## Сюжет
Рассеянный преподаватель химии Филипп Брейнард (Робин Уильямс) давно мечтает изобрести метастабильное вещество — единственный выход заработать средства для спасения колледжа, где он преподаёт, от закрытия. Опыты в его доме-лаборатории не останавливаются, он дважды опаздывает на свою свадьбу с Сарой, которая также работает в колледже. Но однажды случайным образом происходит химическая реакция, которая рождает на свет Флаббер (в русском переводе также «Лезина», от «летающая резина»), кусок желеобразной консистенции, который способен концентрировать энергию невероятной мощности. Профессор недолго радуется открытию. Два негодяя проникают в дом и похищают Флаббер. Но они ещё не знают, на что способен этот, казалось бы, непримечательный кусок студня.

## В ролях
- Робин Уильямс — профессор Филип Брайнард
- Марша Гей Харден — доктор Сара Рейнольдс
- Кристофер Макдональд — Уилсон Крофт
- Рэймонд Джей Бэрри — Честер Хониккер
- Клэнси Браун — Смит
- Тед Ливайн — Уиссон
- Уилл Уитон — Беннет Хониккер
- Сэм Ллойд — тренер Уилли Баркер
- Скотт Мартин Гершин — голос Флаббера

## Награды и номинации
- 1998 — BMI Film & TV Awards — лучший композитор (Дэнни Эльфман).
- 1998 — Blockbuster Entertainment Awards — лучший актёр (Робин Уильямс).

## Сборы
Кассовые сборы во всем мире составили 178 млн долларов.